# Fort de Thivencelle
Le fort de Thivencelle est un ancien fort situé à Thivencelle.

## Histoire
Le fort est construit à la fin du XVIIe siècle lors des travaux de modernisation de l'enceinte de Condé-sur-l'Escaut par Sébastien Le Prestre de Vauban. Il est construit, avec la redoute de la Haine à l'est de la ville le long de la Haine pour contrôler la rivière, le chemin de Crespin qui la longe et le pont sur celle-ci.
L'ouvrage est aujourd'hui désaffecté.